# Batwing (comics)
Pour les articles homonymes, voir Batwing.
Batwing est un super-héros appartenant à l'univers Marvel. Créé par le scénariste Kurt Busiek et le dessinateur Pat Olliffe, le personnage de fiction apparaît pour la première fois dans le comic book Untold Tales of Spider-Man #2 en 1995.

## Biographie du personnage

### Origines
Encore enfant, James "Jimmy" Santini visite le parc national des grottes de Carlsbad avec son père qui enquête sur un problème de déversement de déchets toxiques dans le parc. Son père meurt lors d'une chute. Perdu dans les cavernes, le jeune garçon est contraint de boire de l'eau polluée. Lorsqu'il est retrouvé par les secours, sa mère le récupère. Quand le corps de son fils commence à muter et qu'il semble être issu d'un mélange entre un homme et une chauves-souris, sa mère pense qu'il est un démon. Jimmy fugue et se rend à New York où il se construit un abri sous un pont. Il survit en volant de la nourriture aux personnes mangeant sur les toits en les effrayant par son apparence. Il est alors surnommé Batwing.

### Rencontre avec Spider-Man
Pourchassé par un conseiller municipal, Jimmy tombe dans un piège sur un toit. Spider-Man le sauve des hommes de main, et Batwing s'échappe, effrayé. Le Tisseur le suive et découvre que le mutant n'était qu'un jeune. Il tente de l'aider à plusieurs reprises, mais Batwing refuse, par peur des hommes. Finalement, Spider-Man demande au Dr. Curt Connors d'aider le garçon. Lors d'un accident dans le laboratoire, Connors se transforme en Lézard. Batwing aide Spider-Man à guérir Connors, et ce dernier se prend d'affection pour Batwing et l'emmène avec lui. Après plusieurs tentatives de guérison échouées, Batwing s'enfuit et essaye de se suicider. Cela provoque des scènes de panique dans New York City. Spider-Man retrouve sa mère et cette dernière change d'attitude vis-à-vis de son fils. Rassuré par sa mère, Jimmy se rend aux autorités, et réussit à reprendre forme humaine, grâce aux produits de Connors.

### Membre de l'Initiative
Souffrant de nouveau de sa forme mutée, Batwing devint une recrue du projet Initiative espérant que l'on trouve une cure à son mal. Dans le bus qui emmène les recrues pour Camp Hammond, où est situé le lieu d'entrainement de l'Initiative, il rencontre Annex, Butterball, Gorilla Girl, Prodigy et Sunstreak avec qui il va passer les prochains mois.

## Pouvoirs et capacités
- Le corps de Jimmy Santini a muté sous l'effet de produits toxiques, devenant hirsute et proche de celui d'une chauve-souris.
- Il possède des ailes membraneuses attachées à ses bras, lui permettant de voler à vitesse modérée. Son agilité aérienne est incroyable.
- Ses dents et ses ongles ont muté en crocs acérées et en longues griffes
- En plus d'avoir une audition accrue grâce à ses énormes oreilles, Batwing peut produire des ondes à haute fréquence, agissant comme un sonar nocturne. De même, sa vision est très efficace dans l'obscurité.